# TTK-Real

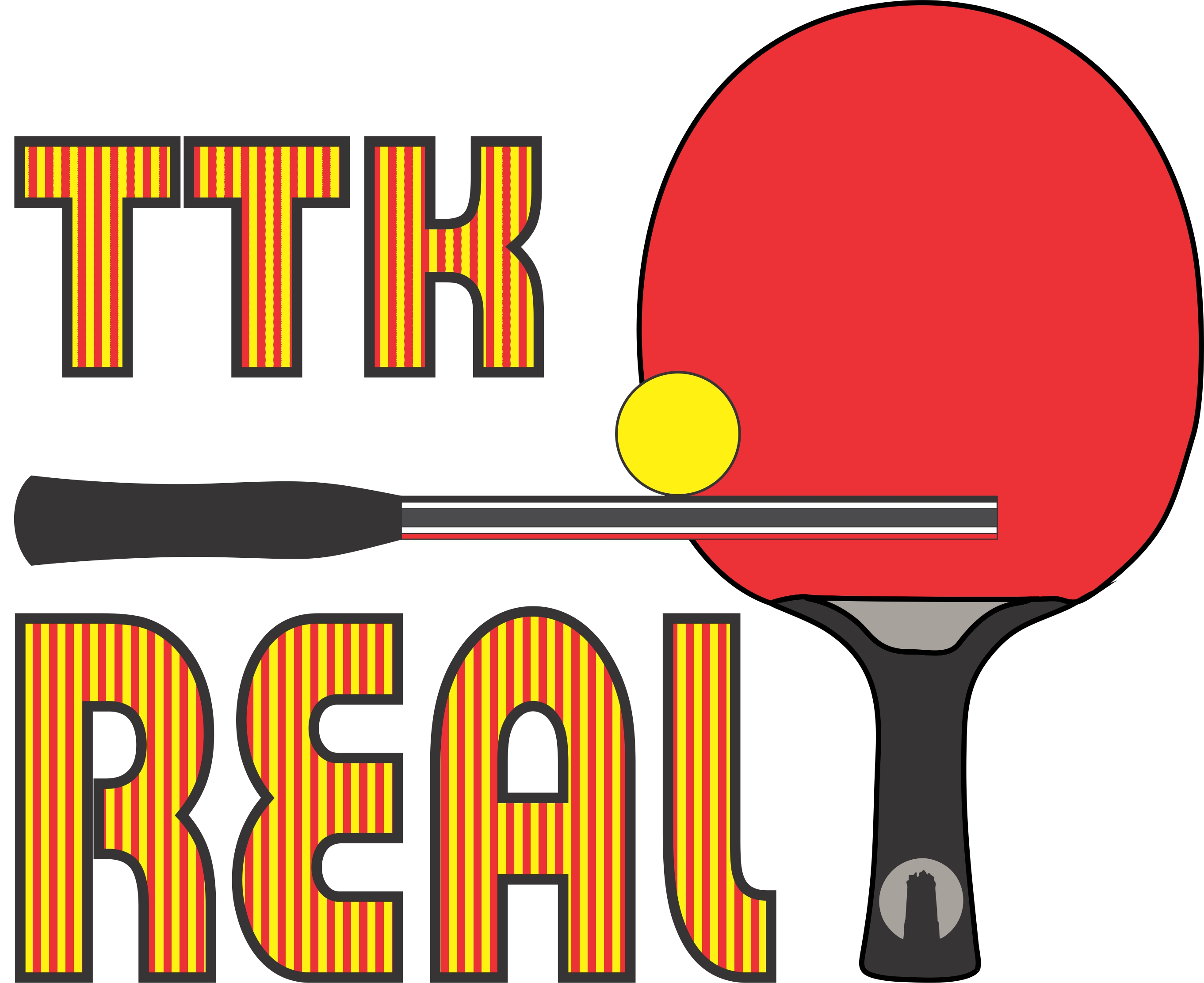
Clublogo Tafeltennisclub TTK Real VZW

Koninklijke Tafeltennisclub TTK Real VZW of TTK-Real is een Belgische tafeltennisclub uit Mechelen. De club werd opgericht op 3 mei 1971. TTK Real is aangesloten bij de Vlaamse Tafeltennisliga met clubnummer A159, en ziet zichzelf als de "gezelligste club van Mechelen". Het club-DNA bestaat erin dat de focus op mensen samenbrengen door sport ligt en niet op deelname aan de gebruikelijke competitie.

## Naam

### Koninklijk
De vereniging is op 5 juli 2021 Koninklijk geworden en heeft hiervoor het certificaat uit handen van gouverneur Cathy Berx ontvangen. De club koos er voor om de "K" of "Koninklijke" niet in de naam op te nemen, omdat de club gemeenzaam bekend staat als "TTK" of TTK Real". 

### Real
De naam verwijst volgens sommigen naar Spaanse roots: de oprichters zouden fans geweest zijn van Real Madrid. Anderen geven aan dat er meer een link is naar het "Koninklijke" wat de oprichters erin zagen. Na meer dan 50 jaar is TTK Real sowieso nu officieel "Koninklijk" geworden en is het "Real" meer dan op zijn plaats. 

### TTK
TTK stond eigenlijk voor "Tafeltennisklub". De club werd immers opgericht in de dagen toen de progressieve spelling opgang maakte. Deze naam werd behouden, ook nadat de officiële spelling opnieuw "club" werd, aangezien de club gemeenzaam bekendstaat als "TTK" of TTK Real".  

## De 50 uren van TTK Real
Ter gelegenheid van het 50-jarig bestaan van de club organiseerde de club in het weekend van 7-8-9 oktober 2022 de 50 uren van TTK Real, een pingpongmarathon van 50 uren gecombineerd met feestelijke viering van deze 50e verjaardag. Deze viering werd omwille van de coronacrisis uitgesteld van een eerdere datum. 
Naast veel pingpongactiviteiten stak de club ook een stand-up-comedyavond in elkaar met Hans Cools en Bas Birker. 
Tijdens deze 50 uren van TTK Real werden er twee Belgische Kampioenschappen georganiseerd:
- Het "Belgisch Kampioenschap Bier-Pingpong" dat werd gewonnen door Johan Van Deuren
- Het "Belgisch Kampioenschap Kookpanpong" dat werd gewonnen door Lode Vandendriessche.[8][9]

Voor deze 50e verjaardag kreeg de club via Instagram video-gelukwensen, onder andere van: 
- Belgisch toppoliticus Bart De Wever[10]
- Voormalig Belgisch kampioene tafeltennis Margo Degraef[11]
- Voormalig kinderburgemeester van Mechelen Maija Mans[12]
- Belgisch toppoliticus Conner Rousseau[13]
- Mechels schepen van sport Abdrahman Labsir[14]
- Belgisch toppoliticus en voormalig burgemeester van Mechelen Bart Somers[15]

## Geschiedenis

### De zoektocht naar de geschiedenis van TTK Real - de podcasts
Als deel van de voorbereidingen voor de viering van 50 jaar TTK Real zijn twee leden (Johan Van Baelen en Theophiel Meys) gaan graven om de verloren gegane geschiedenis van de club te reconstrueren. Deze geschiedenis werd terug levend gemaakt door middel van interviews (een reeks van 5 podcasts) en een afsluitende speech. De muzikale omlijsting voor deze podcasts en afsluitende speech werd verzorgd door Robert Denies.

### De geschiedenis van TTK Real

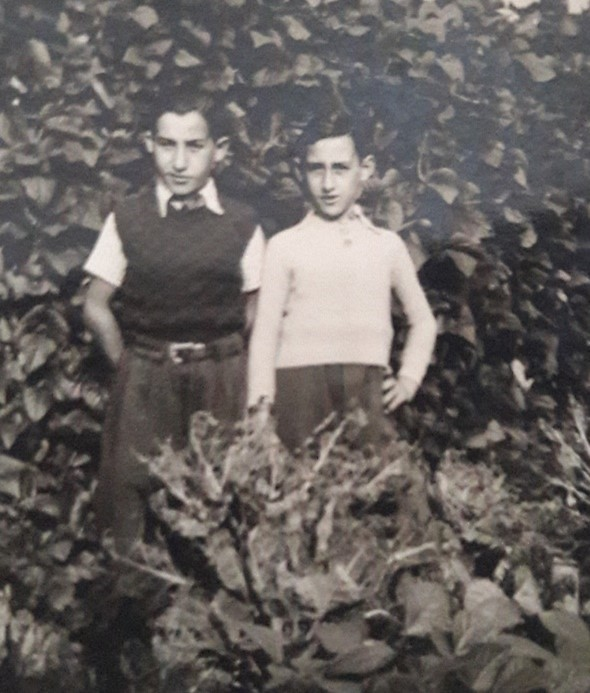
Emiliano en Mariano Ruiz

#### De voorgeschiedenis -niños de la guerra
Om te ontkomen aan het geweld tijdens de Spaanse Burgeroorlog die duurde van 1936 tot 1939 sturen vele Spaanse, vooral Baskische, ouders hun kinderen naar het buitenland. In totaal vertrokken zo meer dan 35.000 kinderen naar Frankrijk, Mexico, Denemarken, Rusland, Engeland en België. Van de 5.000 kinderen die naar België komen, belanden er ongeveer 1.200 (60%) bij Mechelse gastgezinnen. Deze kinderen staan ook vandaag nog bekend als de niños de la guerra, de kinderen van de Spaanse burgeroorlog. De broers Mariano en Emilliano Ruiz, werden naar Mechelen gestuurd door hun ouders en belandden zo in Mechelen en worden elk in een verschillend gastgezin opgevangen. 

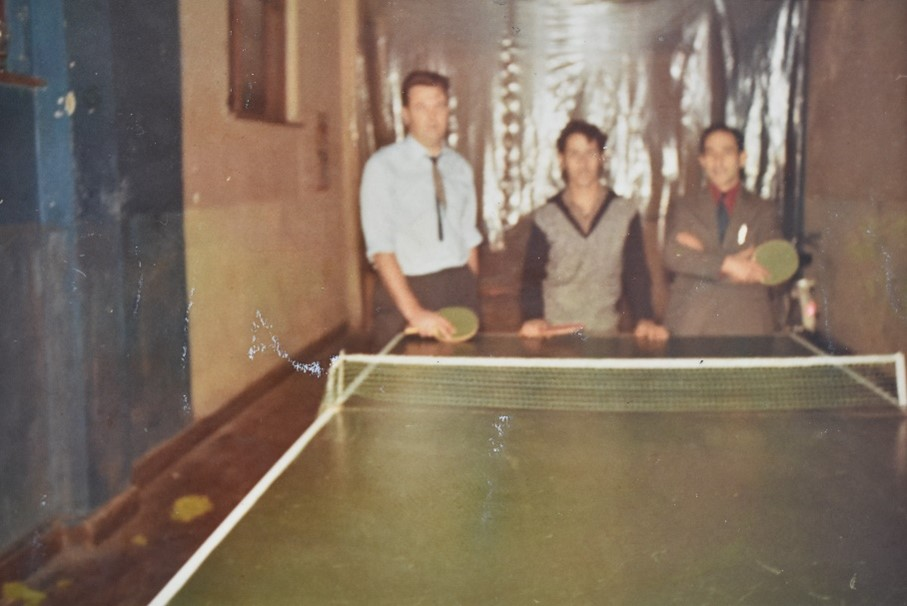
Jan Scheers, Emiliano en Mariano Ruiz in Smash

#### Begin jaren ´70: de eerste stapjes naar een tafeltennisclub
Mariano Ruiz werd opgevangen in een gezin in Geerdegem-Schoonenberg in Mechelen-Zuid. Omdat hij graag regelmatig wou tafeltennissen, zocht hij een lokaal en vond dit in de Hombeeksesteenweg, namelijk volkscafé "Het Schuttershof". Dit café had een achterzaal waar een tafeltennistafel geplaatst mocht worden. Samen met zijn broer Emiliano Ruiz en Jan Scheers bouwden ze een tafel en vormden ze een eerste tafeltennisclub die ze de naam "tafeltennisclub SMASH" gaven. 
Omdat er te weinig werd geconsumeerd in het café door de tafeltennissers, moesten ze na verloop van tijd een ander lokaal zoeken.  

#### 3 mei 1971: de geboorte van TTK REAL

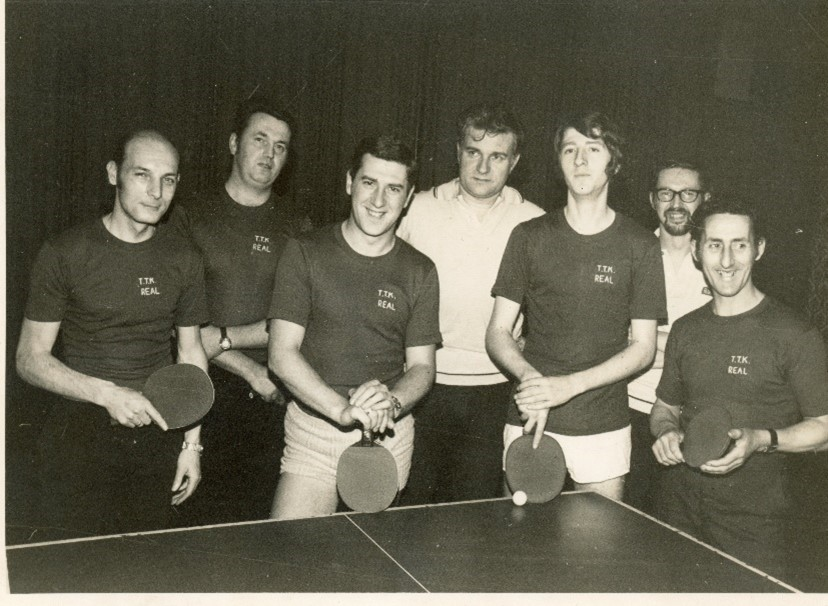
Eerste ploeg met Eric Cluytens, Bert Jacobs, Jan Scheers en Carl Van Opstal kampioen in de gewestelijke afdeling van Mechelen

In 1971 vonden ze plaats in "Café Stella" in de Brusselsesteenweg. Café Stella was een klein maar gezellig volkscafé waar gedanst, gekaart en vogelpik werd gespeeld en dus sinds 1971 ook getafeltennist. Met een knipoog naar hun Spaanse roots doopten de twee broers hun club tot TTK REAL. Na enige tijd groeit de club vanuit de klanten van het café en er wordt een eerste ploeg gevormd met Eric Cluytens, Bert Jacobs, Jan Scheers en Carl Van Opstal. Deze club werd kampioen in de gewestelijke afdeling van Mechelen. 
De club groeit verder en kent een sterke aangroei van jeugdspelers. In 1974-1975 moet de club wegens plaatsgebrek verhuizen naar een nieuw lokaal aan de Kruisbaan. 

#### De Kruisbaan

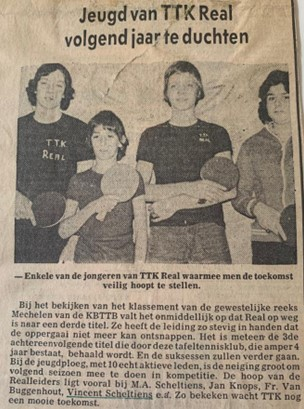
Artikel over TTK Real onder andere over Vincent Scheltiens - archief TTK Real

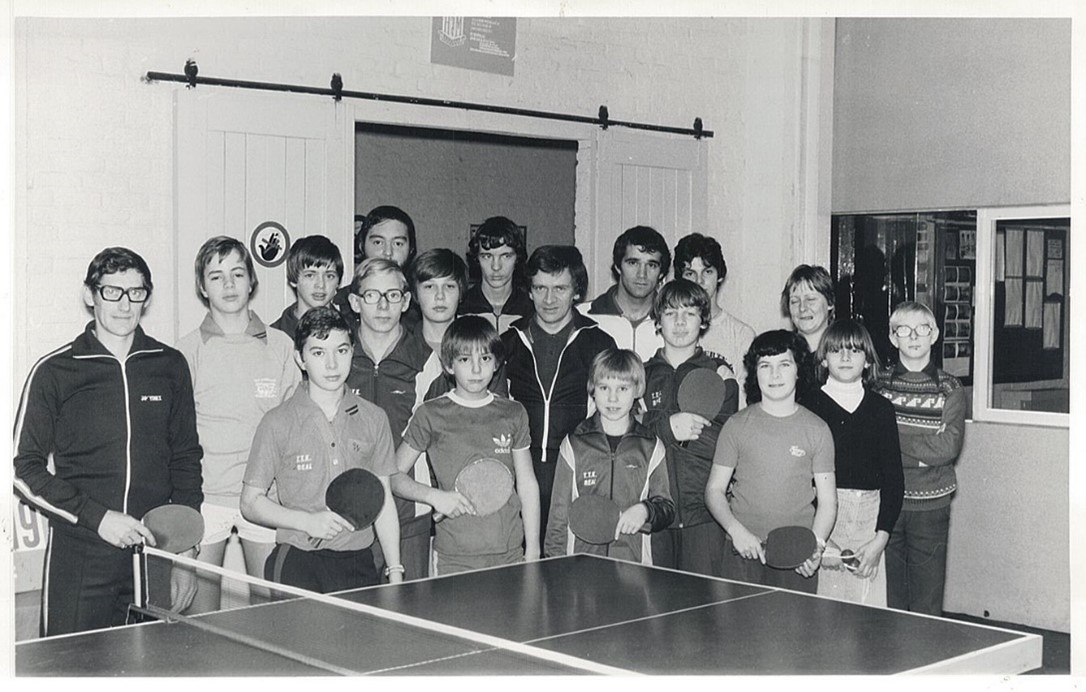
De club in de Kruisbaan - archief TTK Real

In dit nieuwe lokaal vinden tientallen Mechelse jongeren hun weg naar de tafeltennissport. Armand Voets wordt trainer van de club en in de club ontstaan verschillende jeugd- en seniorenploegen die het opnemen tegen de andere clubs in de regio. TTK REAL wordt een typische ‘doorgangsclub’ voor jonge talenten. "Als men die jongeren echt bij REAL wou houden, dan hadden ze zelf grotere groeiambities moeten hebben en ook een ander lokaal moeten hebben, andere trainers moeten hebben, misschien een ander budget en dat soort zaken. Maar daar was bij TTK REAL niemand mee bezig. Er werd ook nooit zuur gedaan als mensen naar een grotere Club gingen, want de nadruk moest blijven liggen op het blijven behouden van het karakter van TTK REAL. De meeste leden waren mensen die werkten en die één keer of twee keer in de week of in het weekend zich kwamen amuseren achter de tafel" (citaat van Vincent Scheltiens, ex-jeugdspeler). De talentvolle jonge spelers vertrokken nadien meestal naar Salamander of Blue Rackets, 2 clubs die toen nog in eerste nationale speelden. 

#### De wonderjaren van 1978 tot 1982

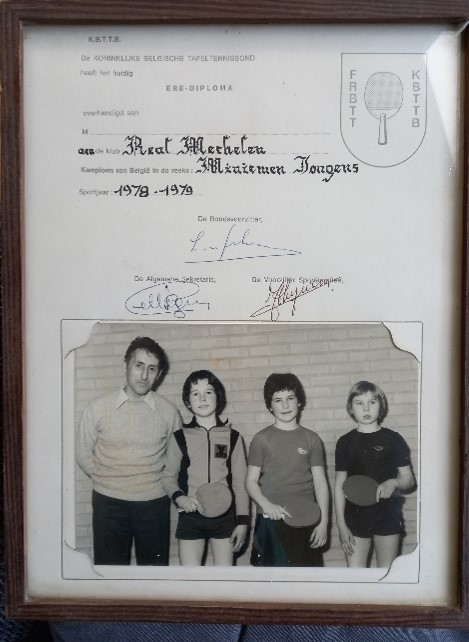
De Wonderjaren van TTK Real - archief TTK Real

Van 1978 tot 1982 kende TTK REAL een uitzonderlijke lichting jongeren waaronder Heidi Jacobs, Jan Talemans en Geert Wets. Op het Belgisch kampioenschap van 78-79 hebben die 3 jongeren van tafeltennisclub Real 4 Belgische titels binnen gehaald. Samen werden ze Belgisch kampioen miniemen in ploeg, Heidi Jacobs en Jan Talemans werden Belgisch kampioen miniemen gemengd, Heidi werd ook kampioen bij de meisjes dubbel en Jan werd Belgisch kampioen van België bij dubbel miniemen jongens.
Jan Talemans won in 1979 én 1980 6 nationale titels: 3 als speler van Blue Rackets en 3 in het shirt van TTK REAL. In 1980 won Jan alles Talemans wat er te winnen viel: beker Mahieu, beker van Vlaanderen, Belgisch kampioen miniemen enkel (waar hij in de finale won van Jean-Michel Saive), gemengd, dubbel miniemen en provinciaal kampioen.  
In 1982 ontpopt zich in TTK REAL een nieuw tafeltennis talent, Alex Sarlet. Hij wordt in dat jaar Belgisch kampioen bij de miniemen en behaalt met de Belgische ploeg brons op het Europees kampioenschap. 

#### De jaren 80-90
Rond 1993 verhuist de club naar de Koolstraat 14 in Mechelen en later in augustus 1998 naar zaal St-Gummarus in de Kerkhoflei 47 in Mechelen.

#### 2012 - Dieptepunt en overname van de club door een nieuw bestuur
Begin jaren 2000 wordt er geen competitie meer gespeeld en daalt het aantal leden naar een dieptepunt. In 2011 wordt overweegt het bestuur om de club op te doeken. 

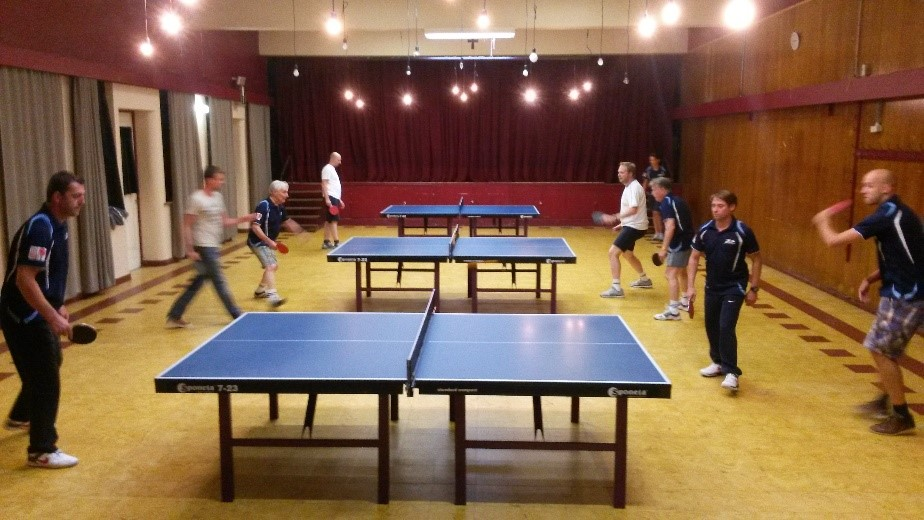
Foto in Kerkhoflei ten tijde van het nieuwe bestuur

Een aantal vrienden die nog maar pas bij de club gekomen waren beslissen echter om het bestuur over te nemen en de club verder te zetten. Na het herstellen van structuur en financiën werd er een nieuwe richting ingeslagen met de club. Een duidelijke verjonging van de leden zette zich in. De focus ging liggen op het "samenbrengen van mensen rond sport", waarbij het idee van deelnemen aan competitie verlaten werd. 

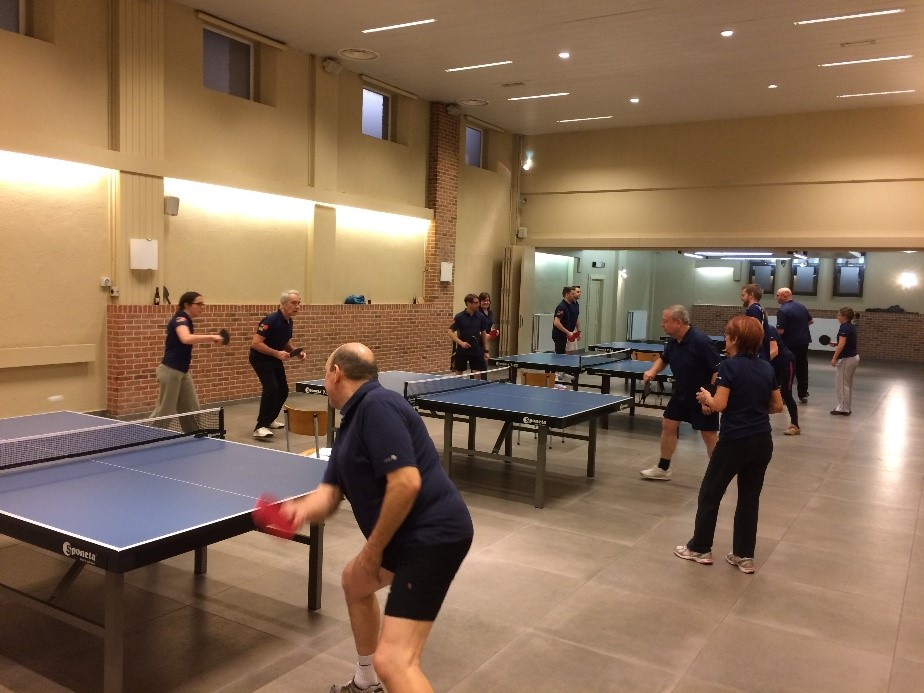
Foto in speelzaal TTK Real

Niettemin werd er sinds 2012 opnieuw meer aandacht besteed aan het sportieve aspect van tafeltennis, waarbij trainers werden aangetrokken zoals Kim Dockx, Jeroen Van Gestel en Tom Faes om training en/of workshops te geven.

#### 2016 - De verhuis naar zaal 't Kranske
In 2015 worden er plannen opgemaakt om van de toenmalige speelzaal Sint-Gummarus een cohousingproject te maken. Om die reden werd gevraagd dat TTK-Real op zoek ging naar een nieuwe locatie. Op zaterdag 2 januari 2016 verhuisde de club opnieuw naar de huidige speellocatie: "Zaal 't Kranske" in de Tervuursesteenweg in Mechelen.

## Logo
Verschillende clublogo's werden doorheen de jaren gebruikt. 

### Oud logo

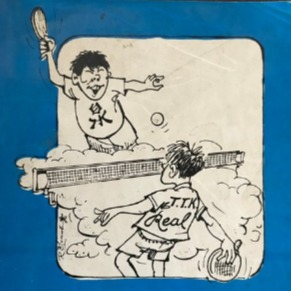
Logo van tafeltennisclub TTK Real dat in gebruik was tot en met 2011 - maker onbekend

Van het oude logo dat in gebruik was tot 2011 is de maker onbekend.

### Logo sinds 2012

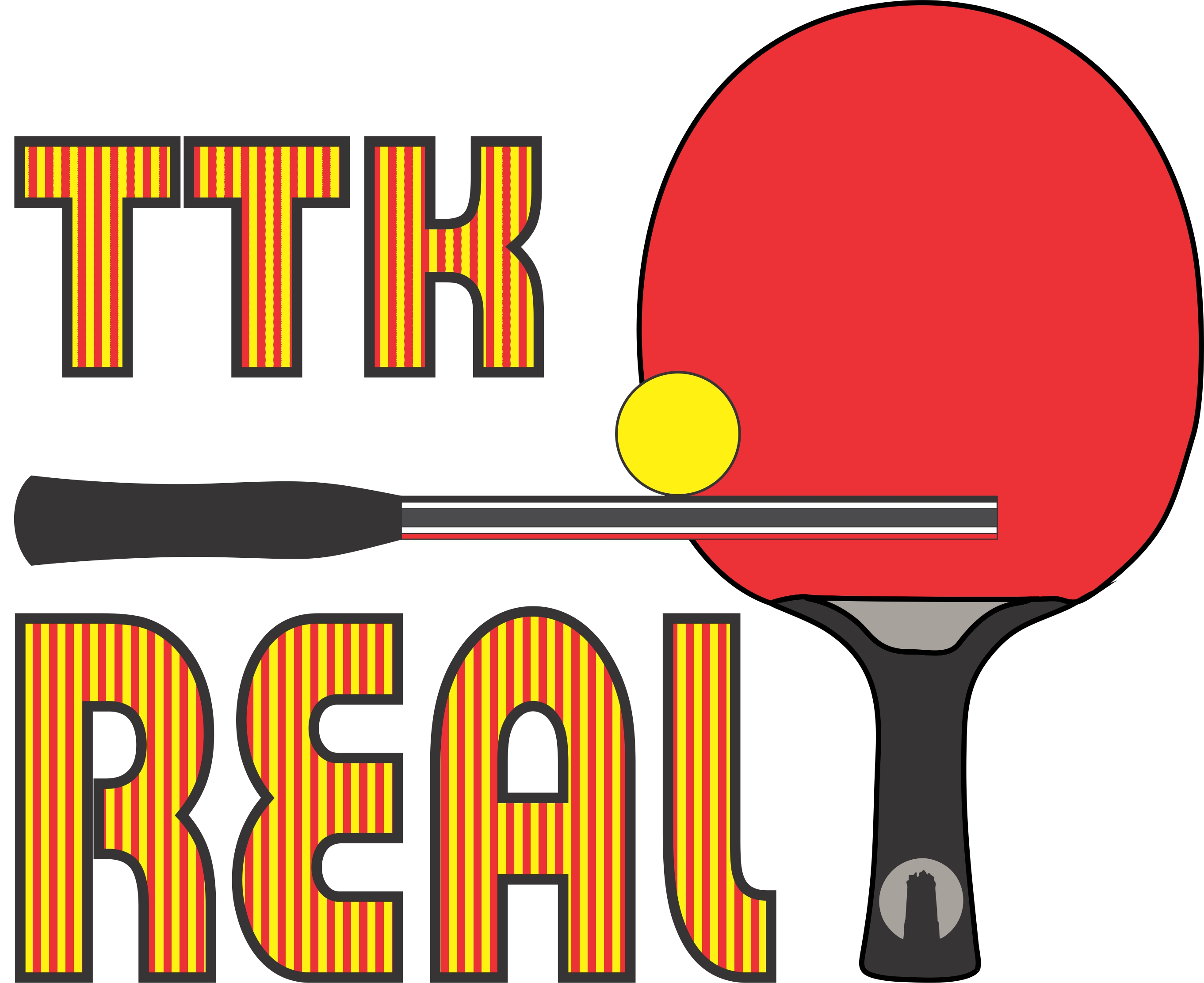
Logo van tafeltennisclub TTK Real gemaakt in 2012 door Werner Lefebvre en in gebruik tot op vandaag

In 2012 werd het oude logo vervangen door het huidige logo. Het huidige logo werd gedesignd door Werner Lefebvre en is tot op vandaag nog in gebruik.  
Het stelt 2 pingpongpaletten voor met een balletje. (In 2012 speelde TTK-Real nog met gele balletjes, vandaar het gele balletje - ondertussen is de speelbalkleur van TTK-Real wit).  
Op het handvat van een van de paletten is een gestileerde Sint-Romboutstoren opgenomen een duidelijke verwijzing naar thuisstad Mechelen. Ook de kleuren van de letters ( geel en rood - de kleuren van voetbalclub KV-Mechelen) zijn een duidelijke verwijzing naar stad Mechelen.  

### Logo 50 jaar TTK Real
Specifiek voor de 50e verjaardag redesignde Robin Verheyden het oorspronkelijke logo en gaf er een aantal extra toetsen aan, zonder de basis te negeren. Meer specifiek gaf hij een beweging aan de liggende pallet, duidende op het feit dat TTK-Real een club in beweging is. De lauwerenkrans duidt enerzijds op de verjaardag, maar anderzijds ook op het feit dat TTK-Real een koninklijke vereniging is geworden in 2021. Last but not least is er de 50 - duidende op de 50e verjaardag - die een witte pingpongbal bevat.

### Logo 50 uren van TTK Real
Bijkomend ontwierp Robin Verheyden ook een logo en designlijn voor het verjaardagsevenement: de 50 uren van TTK Real. De stijl is duidelijk retro/vintage, om aan te sluiten bij de uitgebreide historie van de club. Deze keer is de "0" in de 50 een glitterbal, duidende op het feest. De liggende pingpongpalet benadrukt de 50 uren die de pingpongmarathon heeft geduurd.

## Structuur
De club werd op 3 mei 1971 opgericht als feitelijke vereniging en op 25 maart 1993 omgevormd naar een vereniging zonder winstoogmerk (vzw), zoals gepubliceerd in het Staatsblad (identificatienummer 13067/93). Deze eerste vzw werd uiteindelijk ontbonden op 29 juli 2002, en werd er verdergegaan als feitelijke vereniging. Op 2 maart 2015 werd de feitelijke vereniging opnieuw omgevormd tot een vzw.
| Datum            | Gebeurtenis                                                                                                  |
| ---------------- | --- |
| 3 mei 1971       | Stichting van feitelijke vereniging T.T.K. Real                                                              |
| 25 maart 1993    | Omvorming van feitelijke vereniging T.T.K. Real naar VZW T.T.K. Real – zetel in de Koolstraat 14 in Mechelen |
| 12 oktober 1995  | Wijziging bestuur                                                                                            |
| 5 september 1996 | Wijziging bestuur                                                                                            |
| 17 december 1998 | Transfer van de “sociale zetel" van VZW T.T.K. Real naar de Kerkhoflei 47 - zaal Sint-Gummarus               |
| 29 juli 2002     | Ontbinding van de VZW en terugkeer naar feitelijke vereniging T.T.K. Real                                    |
| 1 januari 2012   | Naamsverandering feitelijke vereniging naar de benaming “'TAFELTENNISKLUB REAL”, afgekort “TTK REAL”.        |
| 2 maart 2015     | Omvorming feitelijke vereniging TTK Real naar TAFELTENNISKLUB REAL VZW in Kerkhoflei 47                      |
| 28 januari 2016  | Wijziging bestuur en transfer van de zetel naar Tervuursesteenweg 16                                         |
| 1 februari 2018  | Wijziging bestuur                                                                                            |
| 30 januari 2020  | Wijziging bestuur                                                                                            |

## Markante gebeurtenissen

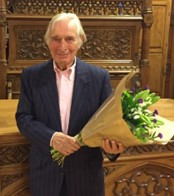
Foto van Theo Meys ter gelegenheid van de ontvangst van de trofee der sportverdienste van de Stad Mechelen - archief TTK Real

- Eerlijke club-kledij: TTK Real besliste in 2018 om voor de clubkledij "schone kleren" te kiezen. De clubkledij heeft een fair wear-label.
- Trofee van sportverdienste: Op 13 oktober 2020 ontvangt Theo Meys, toen 85 jaar en nog steeds actief sportend lid van TTK REAL, de trofee van sportverdienste[16][17] van de stad Mechelen.
- Koninklijke Tafeltennisclub TTK Real VZW: In 2021 kreeg TTK Real uit handen van Gouverneur Cathy Berx de titel "Koninklijke" uitgereikt.